# 王錡 (明朝)
王錡（1433年—1499年），字元禹，明代長洲（今蘇州吳縣）人。
生於宣德八年（1433年），自幼好学，博览群书，尤精於史學，曾任《元史》的編修工作，一生不仕，自号苇庵处士，別號夢蘇道人。弘治十二年（1499年）卒。著有《寓圃雜記》。